# جمعية الخطاطين العراقيين
جمعية الخطاطين العراقيين (بالانجليزية Association of Iraqi Calligraphers): وهي أول جمعية مسجَّلة للخطاطين في الوطن العربي.  تأسست في بغداد عاصمة العراق بتأريخ 24 أكتوبر 1974م  بعد وفاة الخطاط العراقي هاشم محمد البغدادي بعام، وكان الهدف من تأسيسها هو سدُّ الفراغ الذي خلّفه موت البغدادي، ولكي تكون مظلةً لجميع الخطاطين وأعمالهم ومعارضهم ولقاءاتهم في العراق، وللحفاظ على الإرث الخطي من الضياع والانحراف عن القواعد الموضوعة له، كما وتبنت المؤسسة في نظامها الداخلي صلاحية تسجيل الخطاطين العرب ومن العالم الإسلامي على أن لا تتجاوز نسبتهم 10% من المجموع الكلي. تفتَّقت فكرة إنشاء الجمعية عن ذهن الخطاط محمد حسن البلداوي والخطاط عادل عبد الأمير الهادي الحسني والذي كان له باعٌ إداري وإدراك للشؤون التنظيمية لمثل هكذا مؤسسة، حيث كان يعمل  أمين سر جمعية المقاصد الخيرية الإسلامية التي تأسست ببغداد عام 1945م ولديه نسخة من النظام الداخلي لها وقد زاوجها مع نسخة أخرى من النظام الداخلي لجمعية إحياء التراث العربي (1973-1985) التي أسسها الخطاط يوسف ذنون في مدينة الموصل بمحافظة نينوى، فقام بالجمع بين النظامين واستنبط نظاماً داخلياً لمشروع جديد يناسب تأسيس جمعية الخطاطين العراقيين. كان أول رئيس للجمعية هو الخطاط سلمان إبراهيم عيسى العبيدي، وأول أمين سر لها هو الخطاط محمد حسن البلداوي وهو الذي صمم شعارها القائم لغاية الآن. تم تسجيل الجمعية لأول وهلة في مديرية الجمعيات بوزارة الداخلية العراقية بموجب الكتاب المرقم 19088 في 24 أكتوبر 1974، وحالياً هي مسجلة ضمن المجلس الأعلى للجمعيات العلمية التابع لوزارة التعليم العالي والبحث العلمي وفق قانون الجمعيات العلمية المرقم 55 لعام 1981 والمعدل عام 1987، وهي في كلتا الحالتين مؤسسة غير ربحية تعتمد في تمويلها على اشتراك أعضائها والهبات والتبرعات من الجهات الحكومية وغير الحكومية، ولها نظامها الداخلي الخاص الذي ينظم عملها، ويتم اختيار هيئتها الإدارية وفق نظام الترشيح والانتخابات كل ثلاث سنوات.  تضم الجمعية حالياً قرابة أربعة آلاف عضوٍ مسجلٍ فيها منذ تأريخ تأسيسها، وللجمعية  حالياً مقر ثابت ببغداد في القشلة وفروع منتشرة في محافظات العراق.

شعار جمعية الخطاطين العراقيين التي تأسست عام 1974 من تصميم الخطاط محمد حسن البلداوي بغداد العراق عام 1975

## الشعار
كتب الخطاط محمد حسن البلداوي في 1 يناير 1975 عن معنى تفاصيل الشعار الذي صممه  لجمعية الخطاطين العراقيين ما يلي: «الدائرة وتعني الرابطة التي تضم الأعضاء في وحدة الهدف وفي رفع مستوى الخط العربي واحياء تراث الامة العريق. اسم الجمعية بالخط الكوفي الذي يعتبر بداية للخط العربي الموزون وربط الألِفات من الأعلى والتي ترمز إلى التزام الخطاطين بالقواعد الأصيلة للخط العربي. الآية الكريمة والتي تبدأ من مركز الدائرة بحرف (نون) والتي تمثل القَسَم على المضيِّ في تحقيق أسمى ما وصل إليه الخط العربي من جمالية عالية وروحية أسمى. القوس الذي يقع فوق النون ويناظره يمثل الريازة الإسلامية المتمثلة في الأقواس والمقرنصات وكما يمثل النون بالتناظر الحرف العربي المرن. الإيقاعية والتناظر في اللون الأسود والأبيض يمثل التوازن بين بياض الحرف وسواده عند وضعه وتوازنه وكما أن الأسود والأبيض يمثل الوضوح الكامل والتباين حيث إن الخط الجميل يزيد الحق وضوحاً.»

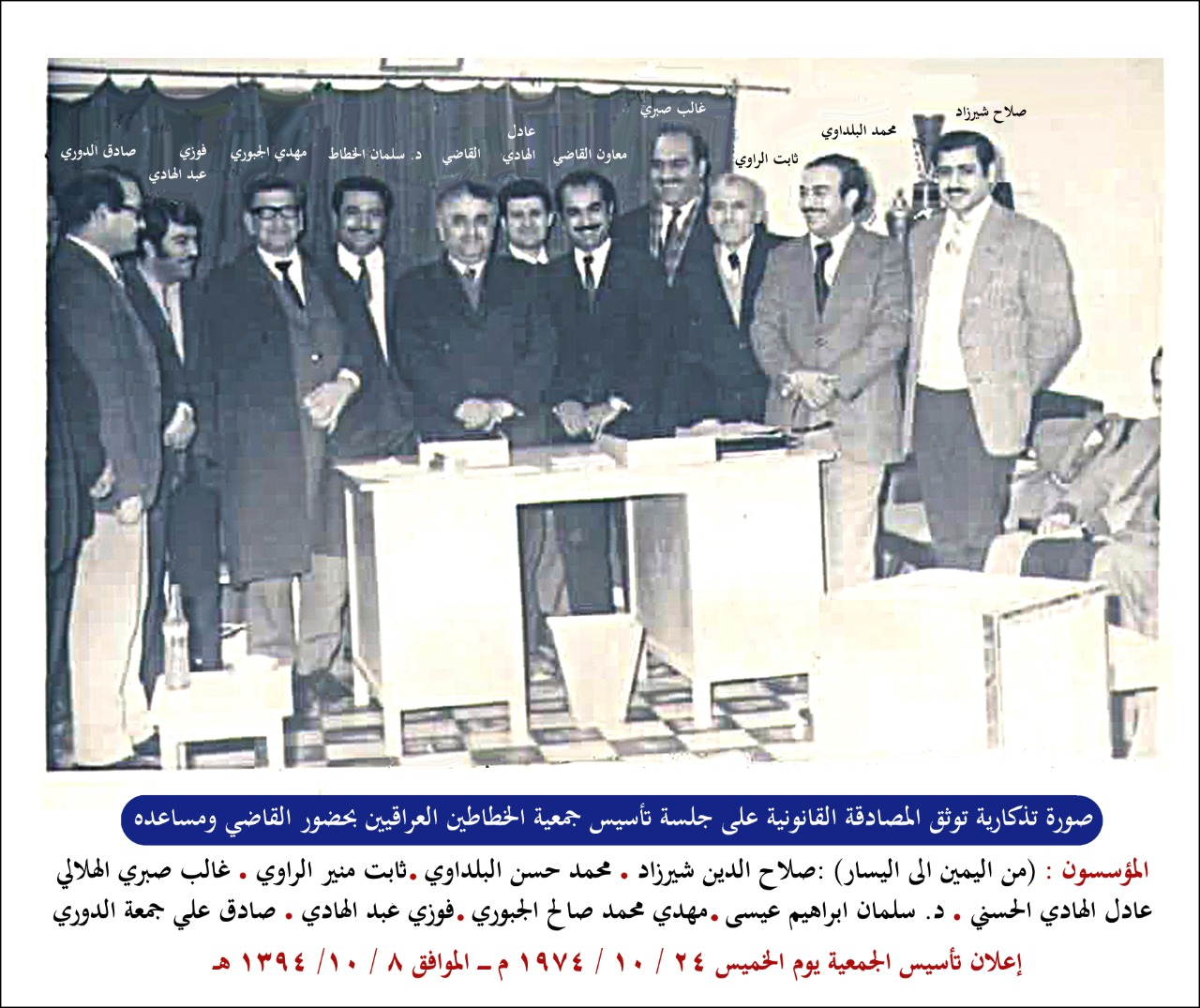
الأعضاء المؤسسون لجمعية الخطاطين العراقيين بغداد العراق 1974برفقة قاضٍ قانوني ومساعده

## الأعضاء المؤسسون
في عام 1973 شهد محترف الدكتور سلمان إبراهيم عيسى الخطاط في منطقة الصالحية قرب مبنى الإذاعة والتلفزيون العراقي والمطل على نهر دجلة في بغداد الاجتماعات التأسيسية الأولى لإنشاء الجمعية، وكان الأعضاء المؤسسون حسب الوثائق الرسمية، هم كل من الخطاطين:
- سلمان إبراهيم عيسى: رئيساً للجمعية
- مهدي الجبوري: نائباً للرئيس
- محمد حسن البلداوي: أميناً للسر
- صلاح الدين شيرزاد: أميناً للصندوق
- صادق علي جمعة الدوري: محاسباً
- ثابت منير فتيح الراوي: عضواً
- عادل عبد الأمير الهادي الحسني: عضواً
- غالب صبري الهلالي: عضواً
- فوزي عبد الهادي الحلي: عضوا[3]

## رؤساء الجمعية حسب التسلسل الزمني
- سلمان إبراهيم عيسى
- صادق علي جمعة الدوري
- سلمان إبراهيم عيسى
- عبد الحكيم الحلبي
- أحمد عثمان الكرخي
- عباس شاكر جودي البغدادي
- عبد الرضا بهية داوود المعروف بروضان بهية (2006-2023)
- عبد الكريم عبد ثابت (2023) [5]

## مقر وفروع الجمعية
- جمعية الخطاطين العراقيين المقر الرئيسي بغداد، رئيسها السابق الدكتور روضان بهية وتلاه الخطاط عبد الكريم عبد ثابت سنة 2023[6] [5]
- جمعية الخطاطين العراقيين فرع الأنبار
- جمعية الخطاطين العراقيين فرع البصرة
- جمعية الخطاطين العراقيين فرع الديوانية
- جمعية الخطاطين العراقيين فرع السماوة
- جمعية الخطاطين العراقيين فرع النجف، رئيسها الخطاط علي الحساني
- جمعية الخطاطين العراقيين فرع بابل، رئيسها الخطاط رسول الزرگـاني
- جمعية الخطاطين العراقيين فرع ذي قار، رئيسها الخطاط باسم مهدي (2016)
- جمعية الخطاطين العراقيين فرع صلاح الدين (سامراء)
- جمعية الخطاطين العراقيين فرع كربلاء، رئيسها الخطاط عادل الموسوي
- جمعية الخطاطين العراقيين فرع كركوك، رئيسها الخطاط شاهين كركوكي
- جمعية الخطاطين العراقيين فرع نينوى

## صلاحيات ونشاطات الجمعية
- منح شهادة مزاولة المهنة للخطاط
- منح هوية سنوية تمكن الخطاطين من اقامة ومشاركة المعارض الخطية
- تنظيم الكثير من المهرجانات والمعارض والمواسم الثقافية والانشطة الفنية داخل العراق وخارجه

## الموقع الرسمي على الإنترنت
https://iraqicalligraphers.com/